# Bor (okres Tachov)

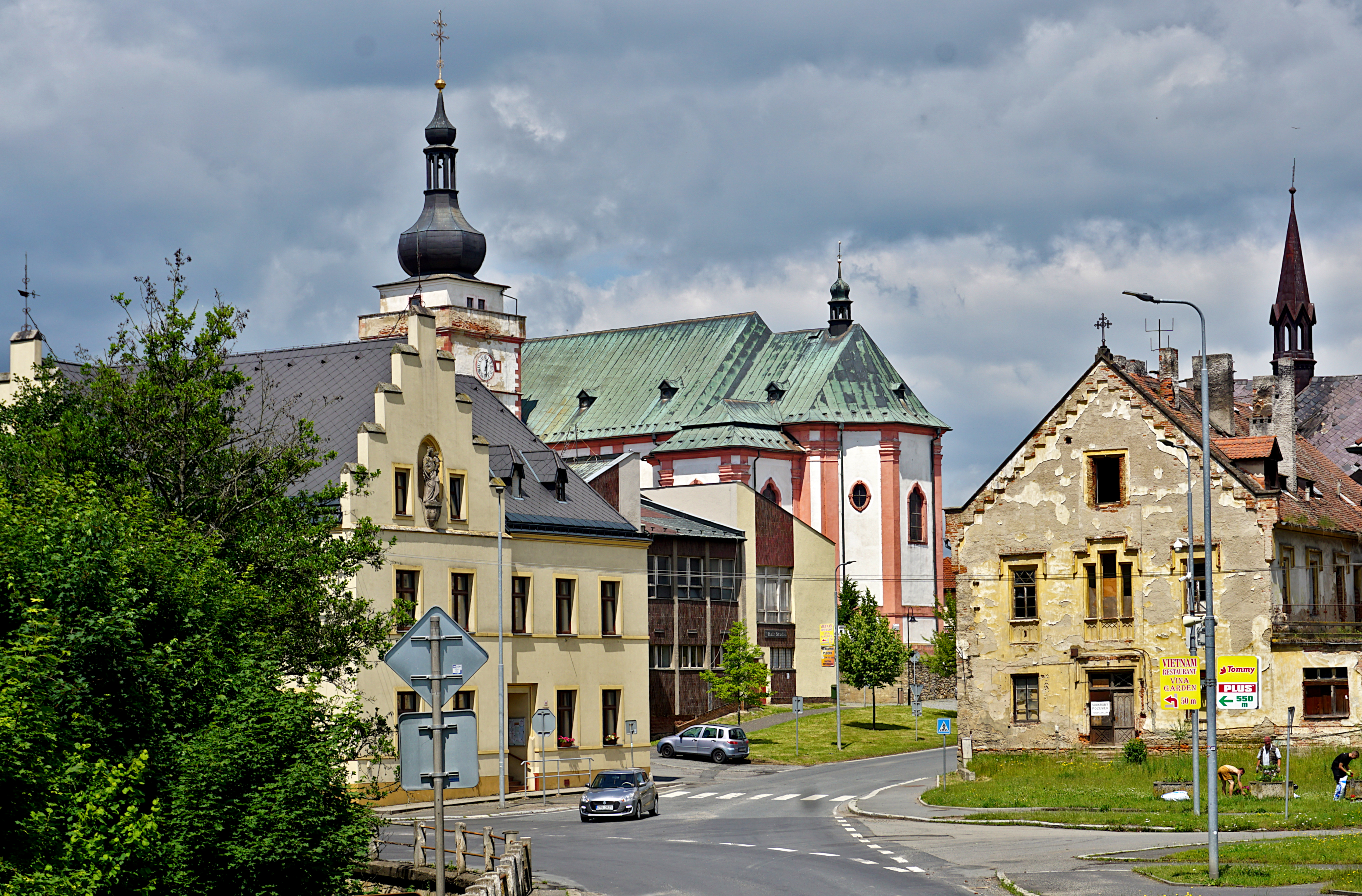
centrum města

Bor (německy Haid, v 18. století též Hayd) je město v okrese Tachov v Plzeňském kraji. Nachází se čtrnáct kilometrů jihovýchodně od Tachova. Zahrnuje 22 místních částí, 744 domů a žije zde přibližně 4 900 obyvatel. Obec leží na dálnici D5 z Prahy do Norimberka.

## Historie
Poprvé je Bor písemně připomínán v roce 1263 (Hayda). Později bývá zmiňován jako Hayd (pod tímto názvem je uveden ještě na mapě stabilního katastru v roce 1838), pak Haid.
Pod správou šlechty pánů ze Švamberka, Götzenu i Löwensteinů ve městě vzkvétala řemesla a obchod. Město se stalo centrem obchodu díky své poloze na rozhraní Čech a Německa na cestě založené Karlem IV., a těžilo ze sousedství velkého množství drobných sídel odkázaných na zemědělskou výrobu. Ve středověku se město rozvíjelo a na náměstí se konaly dobytčí trhy.
Na konci druhé světové války způsobilo ostřelování americkou armádou četné škody na historických budovách. Přesto se jich dochoval dostatek, aby mohlo být centrum města roku 1992 prohlášeno městskou památkovou zónou.
Po druhé světové válce došlo v obci k vysídlení původního německy mluvícího obyvatelstva.

## Obyvatelstvo
| Rok            | 1869  | 1880  | 1890  | 1900  | 1910  | 1921  | 1930  | 1950  | 1961  | 1970  | 1980  | 1991  | 2001  | 2011  | 2021  |
| -------------- | ----- | ----- | ----- | ----- | ----- | ----- | ----- | ----- | ----- | ----- | ----- | ----- | ----- | ----- | ----- |
| Počet obyvatel | 5 181 | 5 590 | 5 422 | 5 292 | 5 398 | 5 401 | 5 229 | 2 970 | 3 460 | 3 416 | 3 832 | 3 787 | 3 961 | 4 140 | 4 301 |
| Počet domů     | 880   | 925   | 952   | 973   | 982   | 986   | 1 029 | 894   | 627   | 604   | 634   | 703   | 744   | 821   | 895   |

## Městská správa

### Místní části
- Bezděkov
- Boječnice
- Bor
- Borovany
- Čečkovice
- Damnov
- Doly
- Hlupenov
- Holostřevy
- Kosov
- Kurojedy
- Lhota
- Lužná
- Málkovice
- Malovice
- Muckov
- Nová Hospoda
- Nový Dvůr
- Ostrov
- Skviřín
- Velká Ves
- Vysočany

### Městské symboly
Znak města je historický, vlajka byla městu udělena rozhodnutím předsedy Poslanecké sněmovny Parlamentu České republiky dne 11. dubna 2008.

## Doprava
Město stojí na křižovatce silnice II/195, II/200 a II/605. Vede jím železniční trať Domažlice – Planá u Mariánských Lázní, na kterou se ve stanici Bor napojuje trať do Svojšína.

## Pamětihodnosti

### Kostel svatého Mikuláše

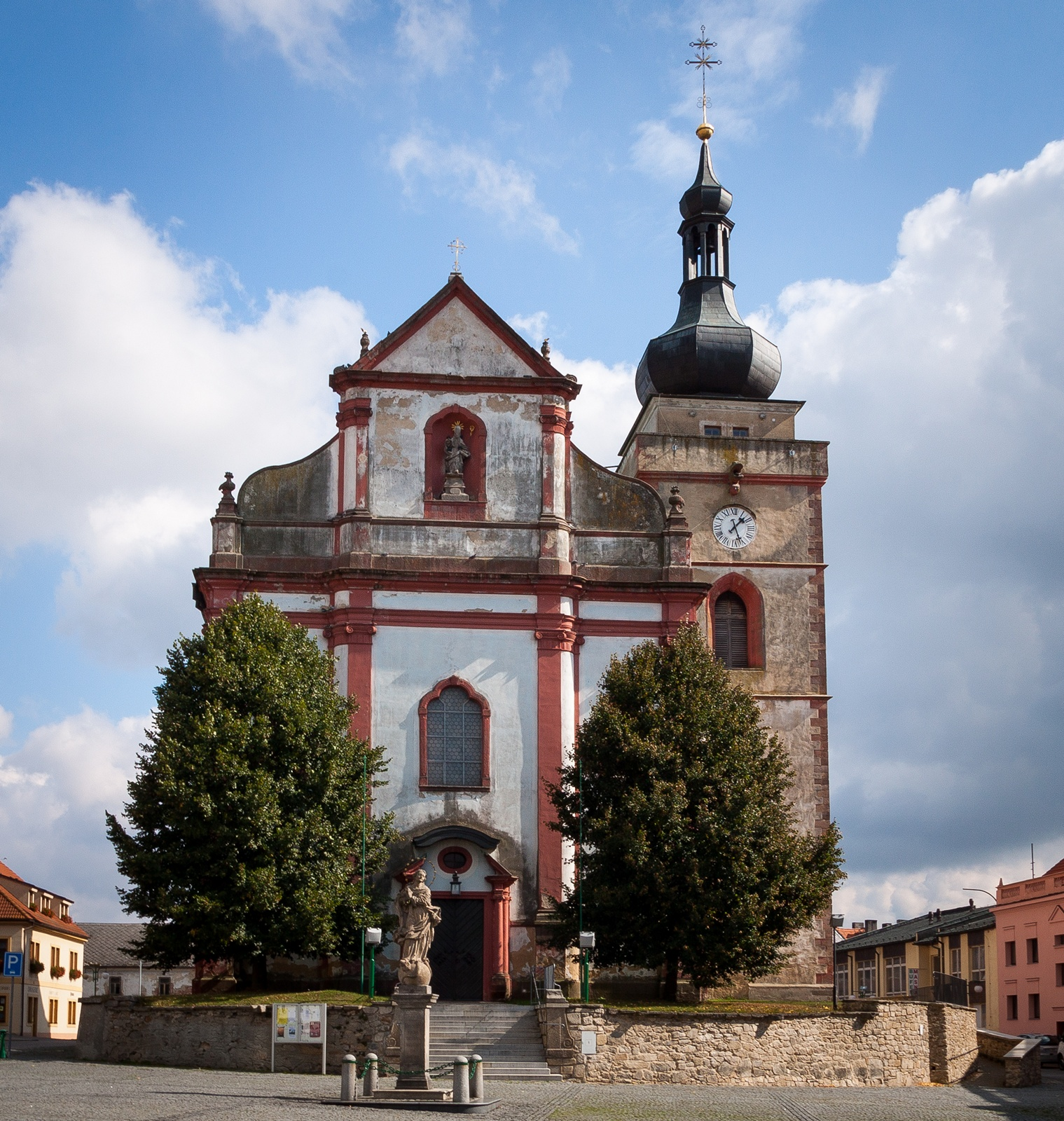
Průčelí kostela

Kostel svatého Mikuláše byl založen současně s městem. Prvně je zmiňován roku 1282. V roce 1526 byla dostavěna mohutná hranolová věž s ochozem. Starý vyhořelý kostel byl zbořen v roce 1738 a na jeho místě byl vystavěn mezi lety 1739 a 1750 nový barokní kostel. Poslední opravy kostela byly zahájeny roku 1990, při nich získala věž novou báň krytou měděným plechem. Opraveny byly rovněž fasády a zahájeny opravy fresek v interiéru kostela. V současnosti probíhají opravy fresek a restaurování hlavního oltáře. Interiér kostela zdobí nástěnné malby z druhé poloviny 18. století. Hlavní oltář vyhotovil rodák z nedaleké Stráže sochař Johann Christoph Artschlag.

### Zámek

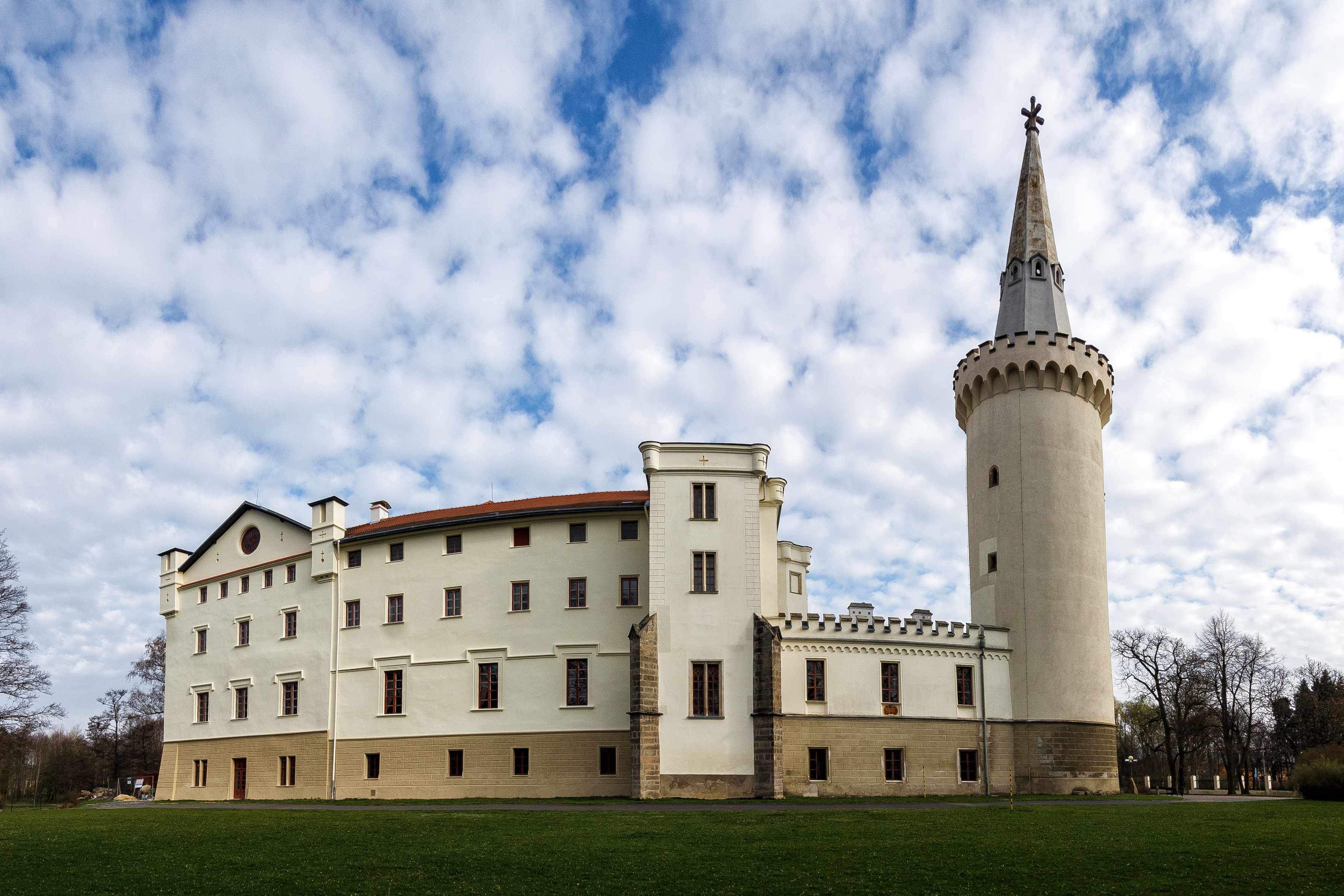
Borský zámek

Novogotický borský zámek stojí na místě původního vodního hradu snad z poloviny 13. století, z něhož se dochovala bílá válcová věž. Svou současnou podobu v romanticky historizujícím slohu zámek získal v 19. století. Součástí zámku je kaple svatého Vavřince z roku 1362 s pozdější sklípkovou klenbou a renesanční výmalbou.

### Kaple svatého Jana Křtitele
Borský špitál, vystavěný při křižovatce naproti zámku, byl vybudován z podnětu Jindřicha ze Švamberka kolem roku 1515. Jeho součástí se stala i původem starší stavba kaple svatého Jana Křtitele. Při výstavbě špitálu byla kaple obnovena, a získala sklípkovou klenbu ve tvaru hvězdice. V kapli je löwensteinská hrobka a několik historických náhrobků. Nejstarší z nich pochází ze 16. století. K budově kaple přiléhá objekt bývalého špitálu, později využívaného jako klášter. V důsledku zanedbané údržby je areál v havarijním stavu.

### Loreta

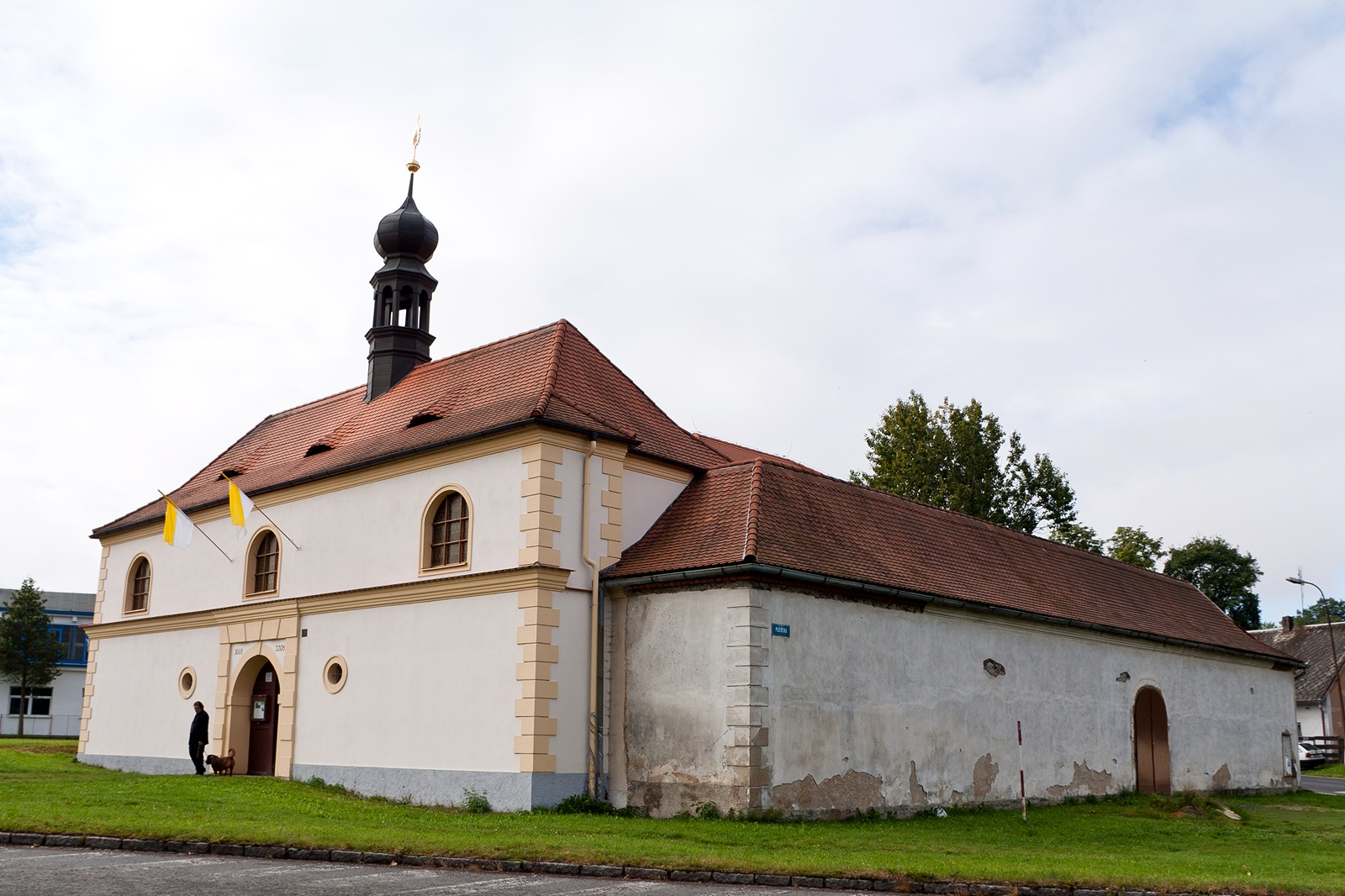
Loretánská kaple

Na křižovatce naproti zámecké věži stojí loreta, která byla založena roku 1668 majitelkou panství Isabelou von Götzen, rozenou Trčkovou z Lípy a jejím manželem. Koncem 18. století zájem o borské poutní místo upadl, a kolem poloviny 19. století je loreta uváděna jako pustá. Teprve kněz Andreas Riedl vrátil loretě v průběhu 19. století její původní slávu a obnovil i poutě k borské černé madoně. Dne 2. května 1945 byla loreta poničena při ostřelování Boru americkou armádou. K obnovení poutí došlo až po sametové revoluci a první novodobá pouť se konala 8. září 1991. V roce 1994 přispěl stát na obnovu lorety částkou přes půl milionu korun a nadále je počítáno s postupnou renovací objektu. Poutě k Černé madoně se konají každoročně.

### Ostatní památky

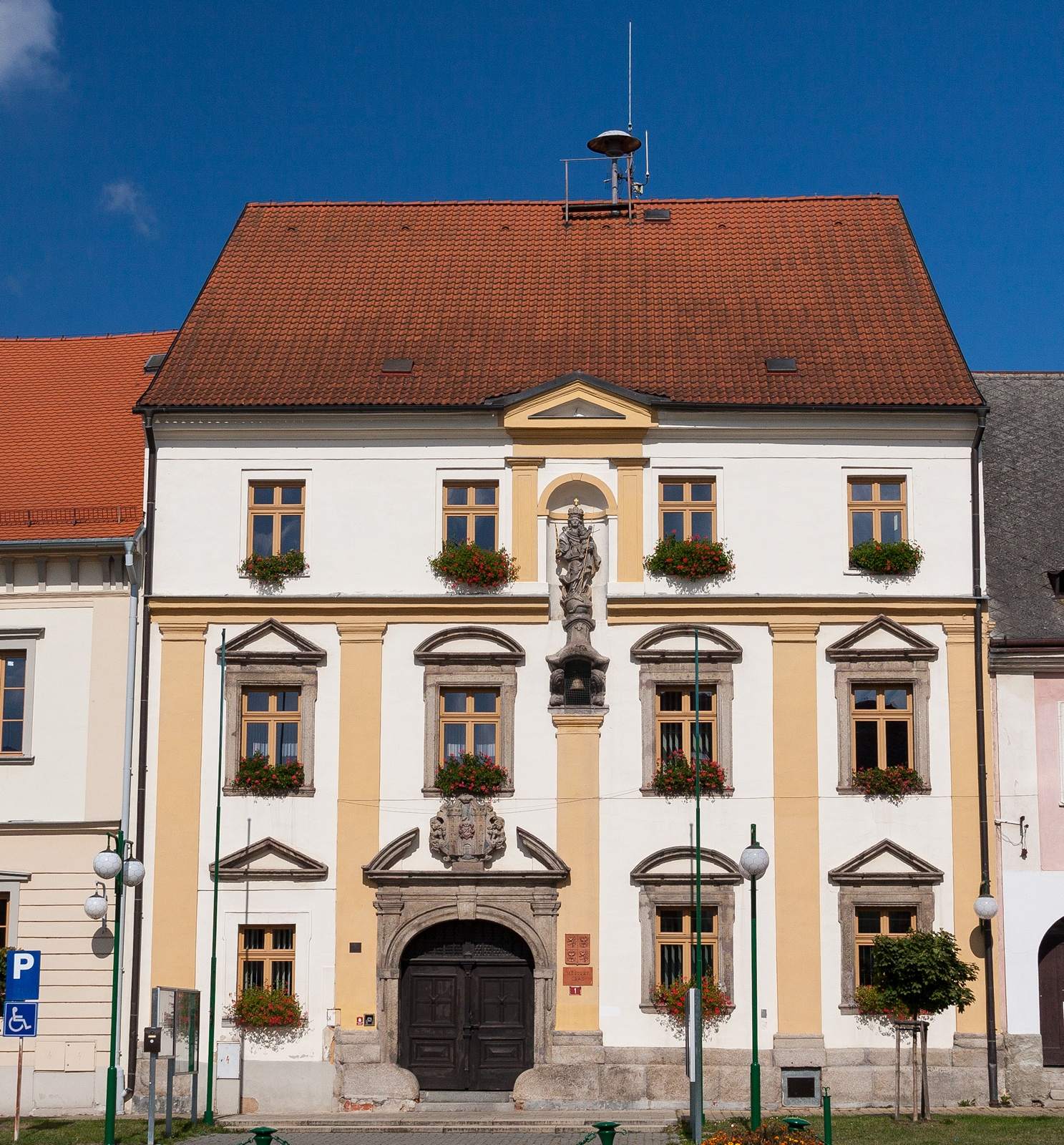
Budova radnice

Z historických domů zachovaných na borském náměstí vyniká budova radnice ozdobená kamennou sochou Panny Marie a městským znakem. V Boru stojí také několik barokních soch.

## Osobnosti
- Karel Löwenstein-Wertheim-Rosenberg (1834–1921), německý šlechtic a politik
- Marie Motlová (1918–1995), herečka

## Partnerská města
- Pleystein, Německo
- Wernberg-Köblitz, Německo